# Maona di Chio e di Focea
La Maona di Chio e di Focea (1346-1566) era una maona creata per riscuotere le tasse per la Repubblica di Genova dall'isola di Chio e dal porto di Focea. Genova vendette i diritti sulla riscossione delle tasse alla maona, che raccolse i fondi dai suoi investitori per comprare galee e alla fine riconquistare Chio e Focaea.

## Storia
Le autorità genovesi di Chio e i loro sudditi greci (che costituivano la maggioranza della popolazione dell'isola, circa 80%) erano sudditi della Repubblica di Genova. Inizialmente, molti dei soci della Maona e quindi i membri dell'amministrazione dell'isola erano cittadini oltre che abitanti di Genova. I membri della società per più di due secoli ebbero diritto alle entrate derivanti dalle risorse naturali o economiche dell'isola. In cambio dovevano pagare un tributo annuale a Genova.
Dopo due anni, i soci originari che vivevano a Genova vendettero le loro partecipazioni ad alcuni coloni che già vivevano a Chio o ad alcuni cittadini genovesi che emigrarono sull'isola. Questi nuovi soci costituirono la Nuova Maona che fu anche successivamente conosciuta come Mahona (o Maona) dei Giustiniani. Dato che la Repubblica non fu in grado di riscattare l'isola dalla famiglia genovese dei Giustiniani, Chio rimase in loro possesso fino cattura da parte dell'Impero ottomano nel 1566. Nel frattempo i mahonesi dovettero pagare dei tributi a Genova, all'inizio all'imperatore bizantino Giovanni V Paleologo nel 1363 e infine ai turchi.
La repubblica si impegnò a garantire i crediti dei cittadini finanziatori contro ogni perdita, e impegnò una parte delle entrate annuali dello stato per pagare gli interessi dei loro anticipi. Ogni sottoscrittore aveva versato 400 lire genovesi; ventisei galee furono equipaggiate dai comuni e tre dai nobili. Una volta ottenuta con successo la conquista di Chio, gli armatori tornarono a Genova e anticiparono la somma di 250 000 lire per coprire le spese della campagna. Dopo lunghe deliberazioni, il 26 febbraio 1347 fu concluso un accordo tra il Comune e il gruppo dei suoi creditori rappresentato dall'ammiraglio genovese Simone Vignoso. Questa associazione prese il nome di Maona di Chio. Il debito dovuto agli armatori fu ripagato in azioni, o "luoghi", per un importo di 203 000 lire genovesi.

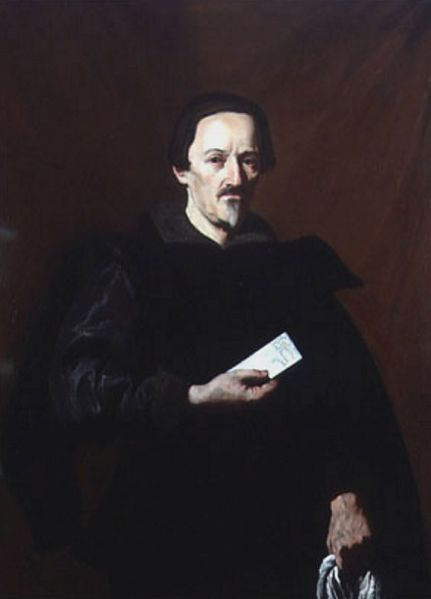
Vincenzo Giustiniani, ultimo proprietario della Maona di Chio, ritratto da Nicolas Régnier

Questo era meno di quanto i comandanti delle navi chiedevano, ma comunque ottennero la proprietà e l'amministrazione di Chio e Phocaea, oltre alle entrate fornite dai "luoghi". La benevolenza più o meno forzata degli armatori compensava le carenze dello stato, che era quindi obbligato a consegnare loro le entrate pubbliche per soddisfare i suoi obblighi.
La famiglia genovese dei Giustiniani, con la loro Maona, governò Chio, nominando un commissario e comandando 52 Genuates (famiglie provenienti da Genova) nell'isola: durante questi anni (1346-1566), il commercio riprese e l'isola godette di una grande prosperità.
La Mahona di Chio terminò le sue attività nel 1566 quando i turchi invasero e occuparono l'isola. L'ammiraglio Piyale Paşa la annesse all'impero ottomano. Il suo sultano aveva avuto un buon pretesto per porre fine al governo dei Giustiniani, poiché l'isola serviva come luogo di rifugio per gli schiavi fuggitivi e per i corsari cristiani.